# Silvia Costa (Hochspringerin)
Silvia Costa (Silvia Costa Acosta-Martínez; * 4. Mai 1964 in La Palma, Provinz Pinar del Río) ist eine ehemalige kubanische Hochspringerin.
1979 siegte sie bei den Leichtathletik-Zentralamerika- und Karibikmeisterschaften in Guadalajara. Weitere Titel dort holte sie 1981, 1985, 1989. Bei den Zentralamerika- und Karibikspielen gewann sie 1982 und 1986 die Gold- sowie 1990 die Silbermedaille. Dreimal wurde sie bei Panamerikanischen Spielen Zweite (1983, 1987, 1995).
1985 errang sie bei den Leichtathletik-Hallenweltspielen in Paris eine Bronzemedaille im Hochsprung. Sie teilte sich dabei den dritten Rang mit zwei anderen Springerinnen. 1989 erzielte sie ihre persönliche Bestleistung von 2,04 m. Zuvor hatten nur drei Athletinnen – Stefka Kostadinowa, Ljudmila Andonowa und Tamara Bykowa – jemals eine größere Höhe übersprungen.
Bei den Olympischen Spielen 1992 in Barcelona belegte Costa den sechsten Platz. Der wichtigste internationale Erfolg gelang ihr bei den Leichtathletik-Weltmeisterschaften 1993 in Stuttgart. Mit einer übersprungenen Höhe von 1,97 m gewann sie die Silbermedaille hinter ihrer Landsfrau Ioamnet Quintero (1,99 m) und vor der höhengleichen Sigrid Kirchmann aus Österreich.
Silvia Costa ist 1,79 m groß und wog in ihrer aktiven Zeit 60 kg.

## Bestleistungen
- Hochsprung: 2,04 m, 9. September 1989, Barcelona
  - Halle: 1,96 m, 3. Februar 1985, Turin